# Austromyans dasyops
Austromyans dasyops är en tvåvingeart som beskrevs av Philip och Coscaron 1971. Austromyans dasyops ingår i släktet Austromyans och familjen bromsar. Inga underarter finns listade i Catalogue of Life.